# Desiré Wilson
Desiré Randall Wilson (ur. 26 listopada 1953 roku w Brakpan) – południowoafrykańska zawodniczka startująca w wyścigach samochodowych.
Jedna z pięciu kobiet, która brała udział w Mistrzostwach Świata Formuły 1.

## Życiorys

### Formuła 1
W 1980 roku nie zakwalifikowała się do Grand Prix Wielkiej Brytanii na torze Brands Hatch.
Ponadto wystartowała w dwóch wyścigach niezaliczanych do punktacji Mistrzostw Świata (Race Of Champions 1979, gdzie zajęła dziewiąte miejsce oraz Grand Prix Republiki Południowej Afryki 1981, którego nie ukończyła z powodu awarii skrzyni biegów).
Większe sukcesy zanotowała w krótkotrwałych mistrzostwach Aurora F1 Series, gdzie jako jedyna kobieta w historii odniosła zwycięstwo w samochodzie Formuły 1 (Evening News Trophy 1980 na torze Brands Hatch).

### CART
W latach 1982–1986 wzięła udział w 11 wyścigach serii CART. Jej najlepszym wynikiem było dziesiąte miejsce na torze w Cleveland w 1983 roku. Ponadto trzykrotnie próbowała zakwalifikować się do Indianapolis 500 (bezskutecznie).
W międzyczasie regularnie startowała w wyścigach samochodów sportowych, zarówno w Europie jak i Stanach Zjednoczonych. W 1983 roku zajęła siódme miejsce w 24 godzinnym wyścigu w Le Mans.

## Życie prywatne
Od 1975 roku jest żoną architekta Alana Wilsona, z którym wspólnie prowadzi firmę, zajmującą się planami konstrukcji i przebudowy torów wyścigowych. Nie posiada dzieci.